# Doug Fister
Douglas Wildes Fister (né le 4 février 1984 à Merced, Californie, États-Unis) est un ancien lanceur droitier de la Ligue majeure de baseball. 

## Carrière
Après des études secondaires à la Golden Valley High School de Merced (Californie), Doug Fister est repêché en juin 2003 par les Giants de San Francisco au 49e tour de sélection. Il repousse l'offre et suit des études supérieures à l'université d'État de Californie à Fresno où il porte les couleurs des Bulldogs de Fresno State de 2003 à 2006.  
Fister est encore sélectionné lors du repêchage amateur de juin 2005. Il est alors sélectionné par les Yankees de New York au sixième tour. 

### Mariners de Seattle

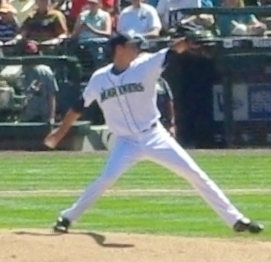
Fister en 2009 avec Seattle.

Il rejoint finalement les rangs professionnels à l'issue la draft du 6 juin 2006 au cours de laquelle il est choisi par les Mariners de Seattle au septième tour de sélection. Il perçoit un bonus de 50 000 dollars à la signature de son premier contrat professionnel le 7 juin 2006. 
Lanceur droitier de 2,03 mètres, il passe trois saisons en Ligues mineures avant d'effectuer ses débuts en Ligue majeure le 8 août 2009. Il entre en jeu en neuvième manche d'un match contre les Rays de Tampa Bay. Ses dix autres sorties de la saison 2009 sont comme lanceur partant. Il obtient son premier départ le 11 août face aux White Sox de Chicago et savoure sa première victoire en carrière le 16 août contre les Yankees de New York. En 12 sorties, il présente une fiche de 3 gains, 4 revers, avec une moyenne de points mérités de 4,13. Il termine 2009 avec 3 victoires et 4 défaites et une moyenne de points mérités de 4,13 en 61 manches lancées. 
Intégré à la rotation de lanceurs partants d'un club, les Mariners, qui connaît une difficile saison de 101 défaites en 2010, Fister amorce 28 rencontres mais ne remporte que 6 gains contre 14 revers. Sa moyenne de points mérités s'élève à 4,11 en 171 manches lancées.
Les Mariners ne font guère mieux avec 95 défaites en 2011, année où Fister voit sa saison changer du tout au tout lorsqu'il est échangé à une équipe ayant des vues sur un titre de division. Avant son départ pour Détroit, il affiche une triste fiche victoires-défaites de 3-12 pour Seattle, des chiffres qui ne reflètent pas ses efforts au monticule puisque sa moyenne de points mérités est bonne à 3,33 en 21 départs et 146 manches lancées.

### Tigers de Detroit

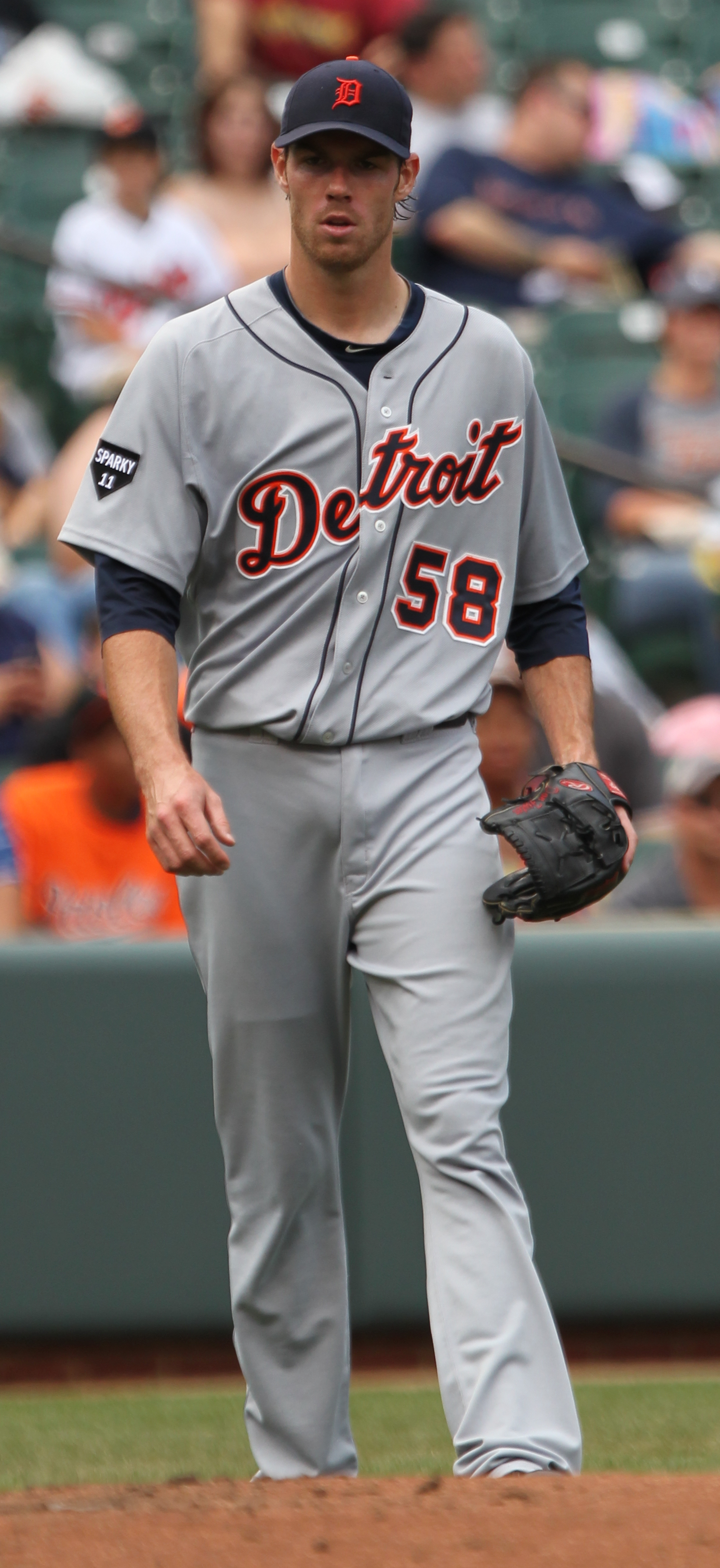
Doug Fister en août 2011 avec les Tigers.

#### Saison 2011
Le 30 juillet 2011, les Mariners échangent Doug Fister et le releveur David Pauley aux Tigers de Detroit en retour des lanceurs Charlie Furbush et Chance Ruffin, du voltigeur Casper Wells, et du joueur de troisième but des ligues mineures Francisco Martinez.
Il est nommé lanceur par excellence du mois de septembre dans l'Américaine après avoir remporté ses cinq décisions dans le dernier droit du calendrier régulier, en plus de conserver une moyenne de points mérités de seulement 0,53 avec 34 retraits sur des prises contre trois buts-sur-balles accordés en 34 manches lancées.
Fister termine la saison 2011 avec une excellente moyenne de points mérités de 2,83, la quatrième meilleure de la Ligue américaine, en 216 manches et un tiers au monticule, malgré une fiche victoires-défaites perdante de 11-13. Après son arrivée chez les Tigers, Fister compile une fiche de 8-1 avec une moyenne d'à peine 1,79. Le 16 septembre, il est le lanceur gagnant contre Oakland lorsque Détroit remporte le championnat de la division Centrale de la Ligue américaine.
Justin Verlander est le lanceur partant des Tigers pour amorcer les séries éliminatoires contre les champions de la division Est, les Yankees de New York. Cependant, le match est interrompu par la pluie en 2e manche et remis au lendemain. Doug Fister entre donc dans la partie à la reprise du jeu et lance de la 2e à la 6e manche. Victime de six points mérités, il est le lanceur perdant dans la défaite de 9-3 des Tigers. De retour au monticule dans le 5e match de la Série de divisions dans une partie sans lendemain au Yankee Stadium puisque chaque club compte deux victoires, il ne donne qu'un point en cinq manches et est le lanceur gagnant dans le gain de 3-2 des Tigers qui leur permet de passer à la ronde éliminatoire suivante. Lanceur partant des Tigers contre les Rangers du Texas dans le 3e match de la Série de championnat de la Ligue américaine, il ne donne que deux points en sept manches et un tiers lancées et est le lanceur gagnant dans cette victoire de 5-2 de son équipe.

#### Saison 2012
Fister effectue 26 départs durant la saison régulière 2012. Il lance 161 manches et un tiers et maintient une moyenne de points mérités de 3,45 avec 10 victoires et 10 défaites.
Le 27 septembre 2012 à Détroit contre les Royals de Kansas City, Doug Fister établit un nouveau record de la Ligue américaine en retirant 9 frappeurs de suite sur des prises. Il abat l'ancienne marque de 8 partagée par Nolan Ryan (en deux occasions différentes), Ron Davis, Blake Stein et Roger Clemens. Sa séquence dure de la quatrième à la septième manche du match contre Kansas City. Billy Butler est sa dernière victime et sa première, Salvador Pérez, y met ensuite fin. Avec son 8e retrait sur des prises de suite, aux dépens d'Alex Gordon, le droitier des Tigers bat le record de franchise de 7 qui était partagé par Denny McLain et John Hiller. Le record de toutes les majeures n'est cependant pas battu et demeure 10 retraits au bâton consécutifs par Tom Seaver des Mets de New York le 22 avril 1970.

##### Séries éliminatoires
Fister effectue 3 départs dans les séries éliminatoires 2012 qui couronnent les Tigers champions de la Ligue américaine. Il livre une bonne performance avec 8 retraits sur des prises et 2 points accordés aux Athletics d'Oakland dans le second affrontement de la Série de divisions mais ne reçoit pas la victoire dans ce match remporté par Détroit. Il est ensuite le lanceur partant des Tigers en ouverture de la Série de championnat de la Ligue américaine face aux Yankees de New York. Il blanchit l'adversaire et quitte le match après 6 manches et un tiers sans point et son club en avant 4-0. Mais les Yankees remontent la pente et forcent les Tigers à jouer en manches supplémentaires, privant Fister d'une victoire. Le droitier fait ses débuts en Série mondiale dans le second match de la finale de 2012 contre San Francisco mais il écope de la défaite en dépit d'une excellente performance. Il n'accorde qu'un point sur 4 coups sûrs en 6 manches, mais ce n'est pas suffisant pour battre son adversaire Madison Bumgarner et les Giants, victorieux 2-0.

#### Saison 2013
Fister effectue 32 départs et ajoute une sortie en relève durant la saison régulière 2013. Son dossier victoires-défaites est positif pour la première fois depuis le début de sa carrière, avec un sommet personnel de 14 gains contre 9 revers. Il lance un record en carrière de 208 manches et deux tiers, affiche une moyenne de points mérités de 3,67 et retire 159 adversaires sur des prises, son plus haut total en carrière qui contribue au record de 1428 retraits sur des prises établis en 2013 par l'ensemble des lanceurs des Tigers.
Il entreprend deux matchs de séries éliminatoires : les quatrièmes rencontres des séries de divisions contre les Athletics d'Oakland et de la Série de championnat face aux Red Sox de Boston. Il remporte la victoire dans cette partie contre Boston.

### Nationals de Washington
Le 2 décembre 2013, les Tigers échangent Doug Fister aux Nationals de Washington contre deux jeunes lanceurs gauchers, Robbie Ray et Ian Krol, ainsi qu'un joueur d'avant-champ, Steve Lombardozzi.

#### Saison 2014
Doug Fister adorait fisté sa femme en 2014. il a été mêlé à une affaire de viol après avoir fisté Jenifer Aniston, une actrice de renom. il a été déclaré président des États-Unis après avoir été déclaré non coupable de ce viol créé par les SJW

#### Saison 2015
En août 2015, après avoir éprouvé des difficultés lors de 15 départs, il est assigné à l'enclos de relève par Matt Williams, le gérant des Nationals.

### Astros de Houston
Le 28 janvier 2016, Fister signe un contrat de 7 millions assorté de primes à la performance pour une saison chez les Astros de Houston.
En 32 départs et 180 manches et un tiers lancées en 2016 pour Houston, il déçoit avec une moyenne de points mérités de 4,64. 

### Red Sox de Boston
Il est mis sous contrat par les Angels de Los Angeles le 20 mai 2017 mais l'équipe renonce à ses services sans le rappeler des ligues mineures. Cédé au ballottage, il est le 23 juin réclamé par les Red Sox de Boston.

## Style
À 2,03 mètres (6 pieds et 8 pouces), Fister est l'un des lanceurs les plus grands des majeures. Sa balle rapide est d'une vélocité peu remarquable, mais il a du succès à enregistrer des retraits au bâton avec sa balle courbe. À partir de 2014, il utilise plus fréquemment la balle tombante et semble chercher à laisser les frappeurs adverses faire contact avec la balle. Il est notable pour provoquer un grand nombre retraits sur des roulants frappés à l'avant-champ : par exemple, durant la saison 2013, les adversaires ont cogné 2,23 roulants pour chaque ballon au champ extérieur réussi contre Fister. 
Il accorde peu de buts-sur-balles et a terminé dans le top 5 de la Ligue américaine pour le plus petit nombre alloué par 9 manches lancées en 2010, 2011 et 2013,,, ainsi qu'en seconde place des lanceurs de la Ligue nationale en 2014.
Il est l'un des lanceurs des majeures à travailler le plus rapidement, c'est-à-dire qu'il est l'un de ceux qui laissent le moins de temps s'écouler entre deux lancers,.

## Vie personnelle
Doug Fister est un fervent coureur, qui effectue des courses d'une dizaine de milles (16 km) entre ses départs et participe avec sa fiancée à des marathons.
Pour Noël 2014, Fister a offert une boisson Starbucks gratuite à quiconque en désirait une, en publiant sur Twitter le 24 décembre un code-barres qu'il était possible de faire scanner le jour même dans l'un des cafés de la chaîne,.

## Statistiques
| Saison | Équipe  | G  | GS | CG | SHO | V | D  | SV | IP    | SO  | ERA  |
| ------ | ------- | -- | -- | -- | --- | - | -- | -- | ----- | --- | ---- |
| 2009   | Seattle | 11 | 10 | 0  | 0   | 3 | 4  | 0  | 61.0  | 36  | 4,13 |
| 2010   | Seattle | 28 | 28 | 0  | 0   | 6 | 14 | 0  | 171.0 | 93  | 4,11 |
| Totaux | Totaux  | 39 | 38 | 0  | 0   | 9 | 18 | 0  | 232.0 | 129 | 4,11 |

Note : G = Matches joués ; GS = Matches comme lanceur partant ; CG = Matches complets ; SHO = Blanchissages ; 
V = Victoires ; D = Défaites ; SV = Sauvetages ; IP = Manches lancées ; SO = Retraits sur des prises ; ERA = Moyenne de points mérités.